# Gare de Hèches
La gare de Hèches est une gare ferroviaire française (fermée) de la ligne de Lannemezan à Arreau - Cadéac, située sur le territoire de la commune de Hèches, dans le département des Hautes-Pyrénées en région Occitanie. 
Elle est mise en service en 1897 par la Compagnie des chemins de fer du Midi et du Canal latéral à la Garonne. Elle est fermée au service des voyageurs en 1969 par la Société nationale des chemins de fer français (SNCF).

## Situation ferroviaire
Établie à 608 mètres d'altitude, la gare de Hèches est située au point kilométrique (PK) 131,799 de la ligne de Lannemezan à Arreau - Cadéac, entre les gares de Lortet et Rebouc. Ces deux gares sont également fermées.

## Histoire
La Société nationale des chemins de fer français (SNCF) met fin en mars 1969 au trafic voyageurs de l'ensemble de la ligne et donc de la gare.

## Service des voyageurs
Gare fermée depuis 1969.

Vues de la gare.
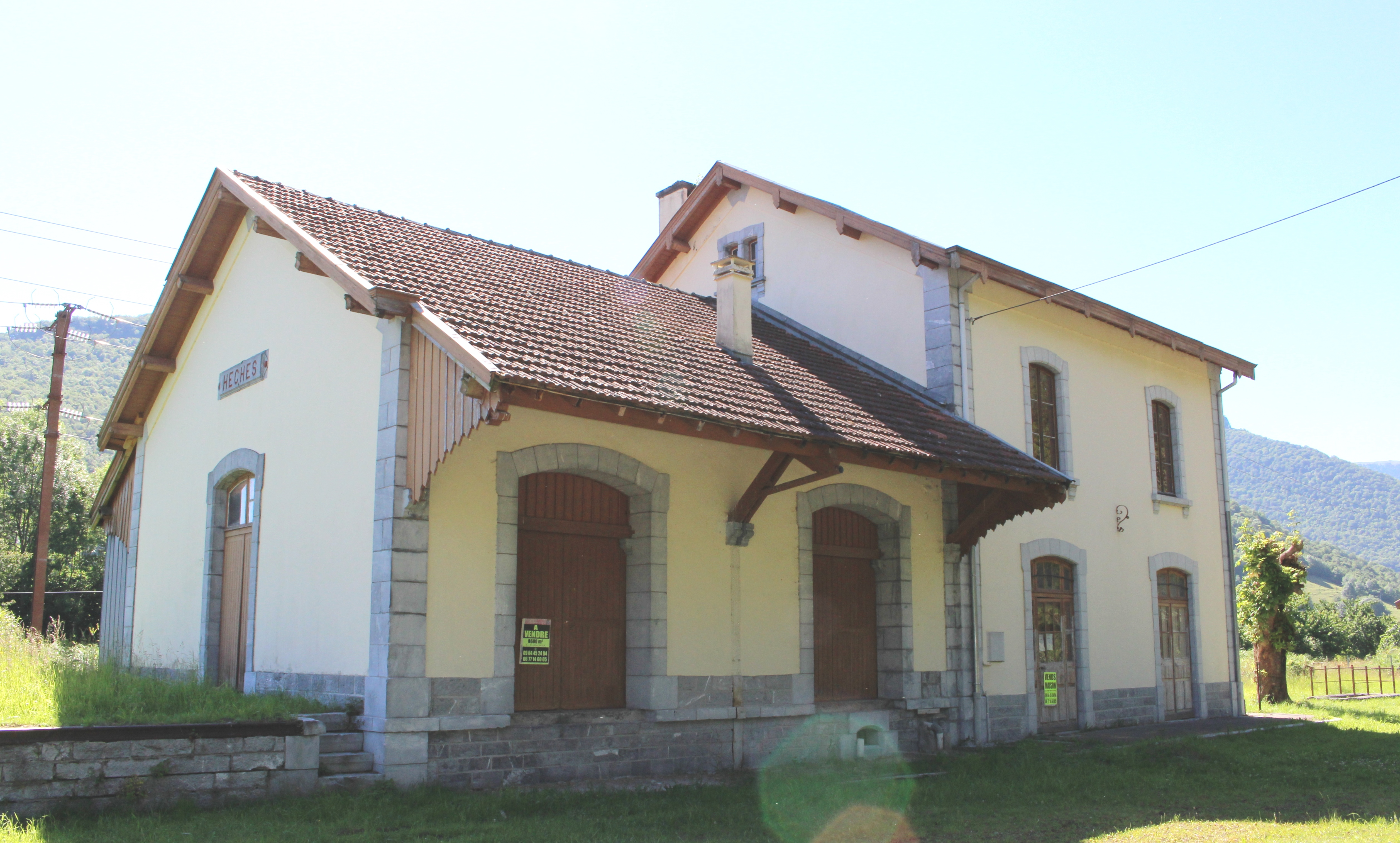
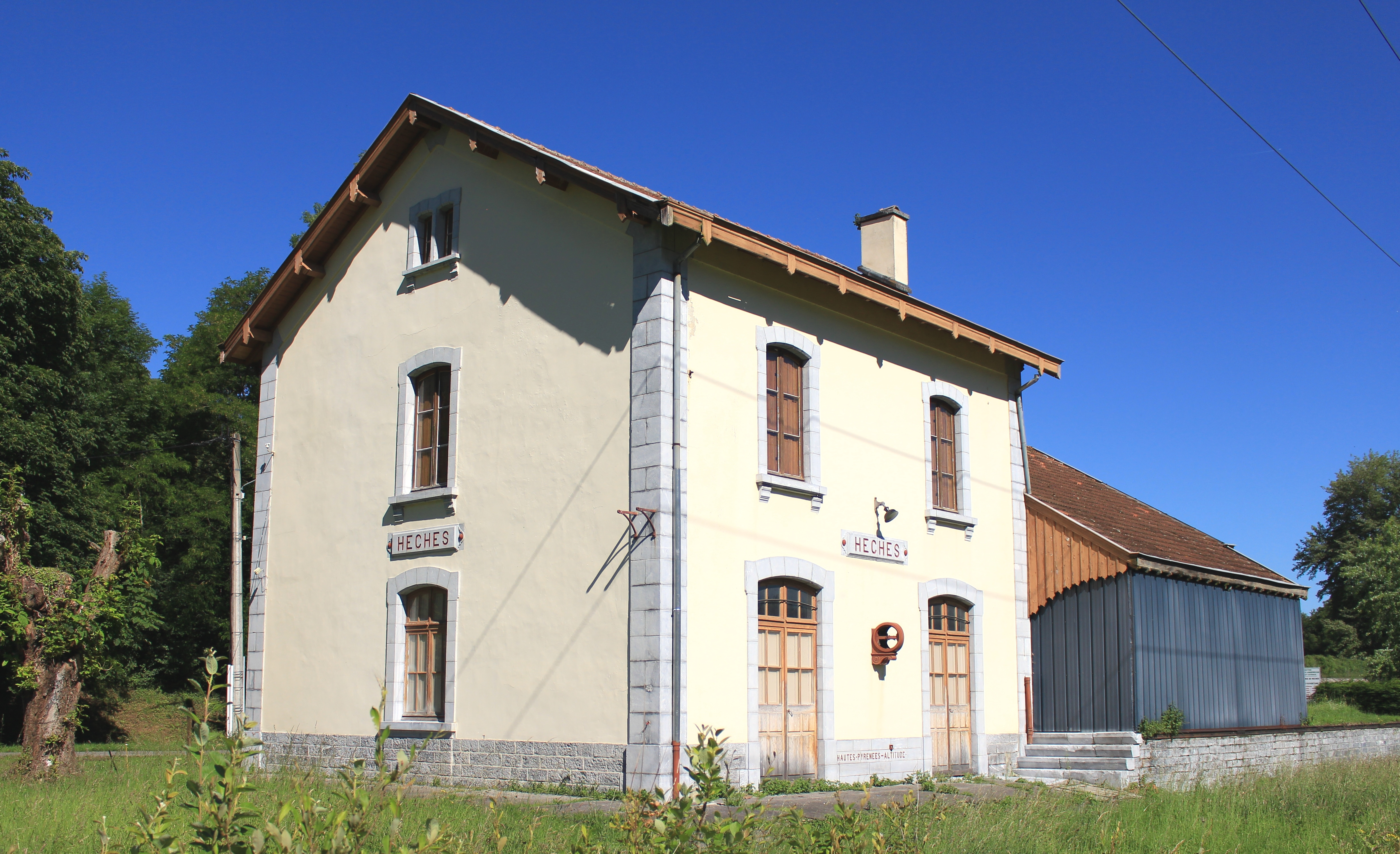
Coté quais.